# Lúky
Lúky este o comună slovacă, aflată în districtul Púchov din regiunea Trenčín. Localitatea se află la altitudinea de 332 m deasupra n.m., se întinde pe o suprafață de 7,74 km2 și în 2017 număra 933 de locuitori.

## Istoric
Localitatea Lúky este atestată documentar din 1471.

## Demografie
| An:                | 1994 | 2004   | 2014   | 2024   |
| ------------------ | ---- | ------ | ------ | ------ |
| Număr de persoane: | 942  | 952    | 912    | 901    |
| Diferență:         |      | +1,06% | −4,20% | −1,20% |

| An:                | 2023 | 2024   |
| ------------------ | ---- | ------ |
| Număr de persoane: | 892  | 901    |
| Diferență:         |      | +1,00% |